# Naoise Ó Muirí

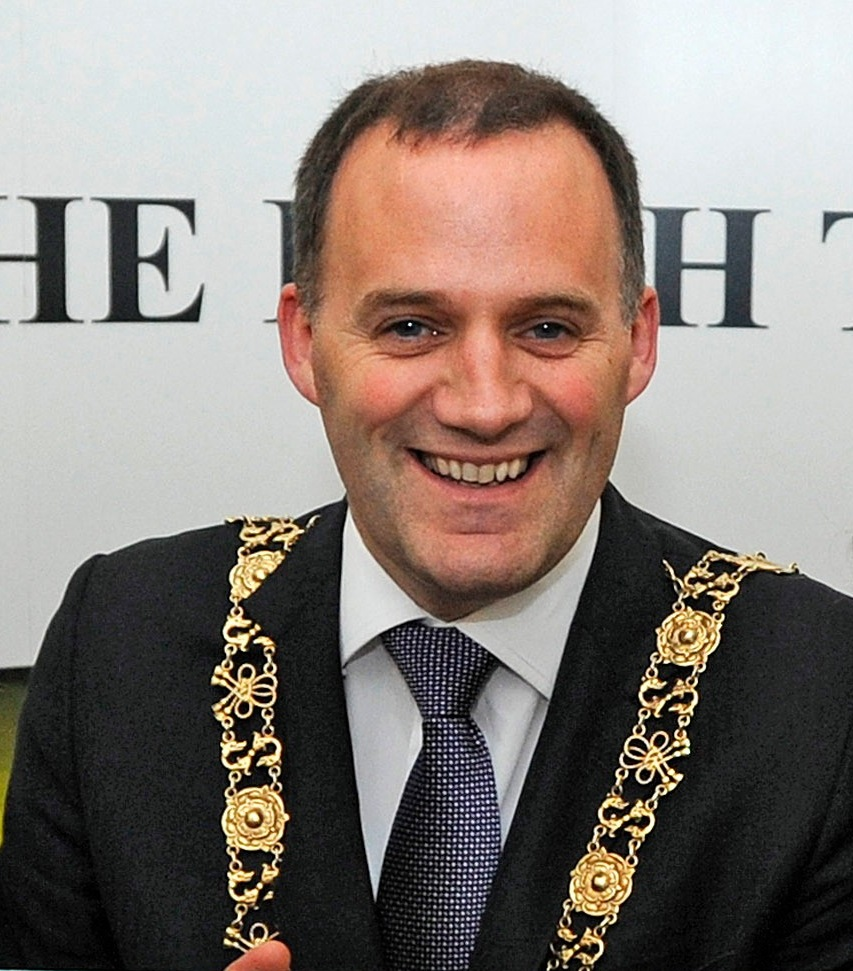
Naoise Ó Muirí (2013)

Naoise Ó Muirí ist ein irischer Politiker der Fine Gael und war von Juni 2012 bis Juni 2013 der 343. Oberbürgermeister von Dublin.
Ó Muirí studierte an der National University of Ireland, Galway. Er arbeitet als freiberuflicher Ingenieur und betreibt sein eigenes Unternehmen.
2004 wurde er erstmals für die Fine Gael in das Dublin City Council gewählt. 2009 erfolgte seine Wiederwahl. Im Februar 2011 kandidierte er bei den Wahlen zum 31. Dáil Éireann im Wahlkreis Dublin North Central, konnte jedoch kein Mandat erringen. Als Mitglied des Dublin City Council wurde er am 25. Juni 2012 zum Oberbürgermeister von Dublin (Lord Mayor of Dublin) gewählt und löste damit Andrew Montague von der Irish Labour Party ab. Er setzte sich hierbei mit 32 Stimmen gegen seinen Kontrahenten, den unabhängigen Mannix Flynn, durch, der 6 Stimmen erhielt. 11 Mitglieder des Dublin City Council enthielten sich.
Ó Muirí ist verheiratet und hat Kinder. Er ist Mitglied der Institution of Engineers of Ireland.